# Toury-Lurcy
Toury-Lurcy is een gemeente in het Franse departement Nièvre (regio Bourgogne-Franche-Comté) en telt 424 inwoners (2009). De plaats maakt deel uit van het arrondissement Nevers.

## Geografie
De oppervlakte van Toury-Lurcy bedraagt 26,0 km², de bevolkingsdichtheid is 16,6 inwoners per km².
De onderstaande kaart toont de ligging van Toury-Lurcy met de belangrijkste infrastructuur en aangrenzende gemeenten.

## Demografie
Onderstaande figuur toont het verloop van het inwonertal (bron: INSEE-tellingen).